# Caridina pingioides
Caridina pingioides is een garnalensoort uit de familie van de Atyidae. De wetenschappelijke naam van de soort is voor het eerst geldig gepubliceerd in 1938 door Yü.